# Y Cephei
Y Cephei är en förmörkelsevariabel av Mira Ceti-typ  i stjärnbilden Cepheus. 
Stjärnan varierar mellan magnitud +8,1 och 16 med en period av 332,57 dygn.